# Cassius (Heermeister)
Cassius war ein spätantiker weströmischer Heermeister (magister militum).
Cassius wird nur in der um 480 von dessen Schüler Honoratus von Marseille verfassten Heiligenvita des Hilarius von Arles erwähnt. Dort wird Cassius zur Zeit des Todes des Bischofs Honoratus von Arles als vir illustris mit militärischer Funktion in Arelate (heute Arles) bezeichnet. Honoratus hatte Hilarius auf dem Sterbebett als Nachfolger designiert, der jedoch aus Arelate floh, woraufhin ihn Cassius mit militärischer Macht zurückbringen und als Bischof einsetzen ließ. Da nur Militärs im Range eines Heermeisters (magister militum) den hohen senatorischen Rang eines vir illustris erreichen konnten und die gallischen Heermeister im 5. Jahrhundert ihren Sitz in Arelate hatten, geht die moderne Forschung davon aus, dass Cassius magister militum per Gallias war. Dafür spricht auch, dass er offenbar Macht auch in kirchenpolitischen Fragen ausübte.
Wann genau er amtierte, ist aus der schlechten Quellenlage schwer zu erschließen. Mit der Datierung sind mehrere andere Forschungsprobleme verknüpft: Einerseits die Frage nach dem Amtsantritt des Hilarius in Arles und, damit verbunden, nach dem Todesdatum des Honoratus, dem Hilarius direkt nachfolgte. Das Todesdatum des Honoratus wird entweder für Januar 429 oder 430 angenommen. Andererseits stellt sich die Frage, ob der seit 425 in Gallien operierende Feldherr Flavius Aëtius bereits seit diesem Zeitpunkt als magister militum oder lediglich als comes anzusehen sei. Alexander Demandt kommt nach ausführlicher Erörterung zu dem Schluss, dass Aëtius wohl lediglich das niedrigere Amt des comes innegehabt habe und erst 429 zum magister militum per Gallias ernannt worden sei. Die Amtszeit des Cassius nimmt er für den Winter 428/Frühjahr 429 an, da die erste Amtshandlung des Hilarius ins Jahr 429 zu datieren sei. Für Cassius ergäbe sich damit, dass er der erste Heermeister Galliens nach der teilweisen Rückeroberung Galliens von den Westgoten gewesen wäre. Wenn man jedoch den Tod des Honoratus und damit die Amtszeit des Cassius auf Anfang 430 datiert, müsste Cassius Nachfolger des Aëtius als magister militum per Gallias gewesen sein, da Aëtius für 429 relativ sicher als solcher bezeugt ist. Cassius könnte dann auch ein Vertrauter des Aëtius gewesen sein, der in Arles residierte und noch kein Magisterium innehatte, im Jahr 430 dann aber das gallische Kommando von Aëtius übernahm.
In welchem Verhältnis Cassius und der gleichzeitig in Gallien operierende Feldherr Aëtius zueinander standen, ist schwer zu sagen, auch wenn sich darüber treffend spekulieren lässt. Beide wurden jedenfalls von Galla Placidia ernannt, die zu dieser Zeit für den Kindskaiser Valentinian III. die Regierungsgeschäfte in Westrom führte.